# Trichogonia isabellula
Trichogonia isabellula är en insektsart som beskrevs av Gustav Breddin 1901. Trichogonia isabellula ingår i släktet Trichogonia och familjen dvärgstritar. Inga underarter finns listade i Catalogue of Life.